# Sentinel (Instrumental)
Sentinel (englisch für „Wächter“) ist ein Lied des britischen Komponisten und Multiinstrumentalisten Mike Oldfield, das im September 1992 als erste Singleauskopplung aus seinem Studioalbum Tubular Bells II erschien.

## Entstehung und Veröffentlichung
Sentinel wurde von Mike Oldfield im Alleingang geschrieben und erschien drei Wochen nach Veröffentlichung von Tubular Bells II als erste Singleauskopplung aus diesem Album. Bei der Produktion erhielt Oldfield Unterstützung vom britischen Erfolgsproduzenten Trevor Horn (u. a. Frankie Goes to Hollywood, The Art of Noise, Yes, Propaganda, Grace Jones, Seal), sowie Tom Newman, der bereits seit Oldfields Debütalbum Tubular Bells immer wieder mit ihm zusammengearbeitet hatte.
Bei Sentinel handelt es sich eine Neuinterpretation des Einleitungsthemas aus Oldfields Debütalbum Tubular Bells aus dem Jahr 1973, das u. a. auch durch seine Verwendung im Film Der Exorzist bekannt wurde.
Unter dem Titel Sentinel (Single Restructure) erschien die Single am 21. September 1992. Neben der Singleversion und einem Remix des Stücks von The Orb enthielt die Single auch eine Demoversion von Sentinel unter dem Titel Early Stages, die eine etwas düsterere Stimmung hat und noch aus der Zeit stammt, bevor Trevor Horn von Oldfield als zusätzlicher Produzent engagiert wurde, was möglicherweise den Einfluss von Horn auf das Stück und des gesamten Albums Tubular Bells II zeigt. Early Stages erschien 2015 auch auf der Oldfield-Kompilation The Best Of: 1992–2003, die Oldfields musikalisches Schaffen seiner Zeit bei Warner Music zusammenfasst.

## Musikvideo
Das Musikvideo zu Sentinel zeigt abwechselnd computergenerierte Animationen (darunter die durch die Albencover von Tubular Bells und Tubular Bells II bekannte, gebogene Röhrenglocke) sowie grobkörnige Schwarz-Weiß-Aufnahmen von Mike Oldfield, die ihn beim Spielen der Gitarrensoli des Stücks zeigen.

## Chartplatzierungen
Sentinel erreichte Platz 10 im Vereinigten Königreich und war gleichzeitig Oldfields letzter Top-10-Hit in seiner Heimat.
| \| ChartsChartplatzierungen \| Höchstplatzierung \| Wochen \| \| ------------------------------- \| ----------------- \| ------ \| \| Vereinigtes Königreich (OCC)[3] \| 10 (6 Wo.) \| 6 \| |                   |        |
| ChartsChartplatzierungen | Höchstplatzierung | Wochen |
| Vereinigtes Königreich (OCC) | 10 (6 Wo.)        | 6      |